# Jiří Maximilianovič z Leuchtenbergu
Jiří Maximilianovič z Leuchtenbergu (29. února 1852, Petrohrad – 16. května 1912, Paříž), také známý jako Georgij Romanovski nebo Georges de Beauharnais, byl nejmladší syn Maximiliana de Beauharnais a jeho manželky, ruské velkokněžny Marie Nikolajevny.

## Rodina a dětství
Jiřího otec Maximilian de Beauharnais v roce 1839 odcestoval do Petrohradu, kde získal ruku velkokněžny Marie Nikolajevny, nejstarší dcery ruského cara Mikuláše I. Maximilianovi byl následně udělen titul císařská Výsost. Jelikož byl Jiří syn ruské velkokněžny a šlechtice povýšeného na ruského knížete Romanovského, bylo s ním jednáno jako s pokrevním princem, stejně tak i s jeho sourozenci. Všichni nesli oslovení císařská Výsost.
Po smrti jejich otce v roce 1852 se velkokněžna Marie morganaticky provdala za hraběte Grigorije Stroganova. Vzhledem k tomu, že toto manželství bylo utajeno před jejím otcem carem Mikulášem I. (a její bratr car Alexandr II. nemohl sňatek dovolit a raději předstíral nevědomost), byla Maria nucena odejít do zahraničí. Alexandr však se svou sestrou soucítil a měl pro ni pochopení, a tak věnoval zvláštní pozornost jejím dětem z prvního manželství, které žily v Petrohradu bez matky.

## Manželství

### Manželství s Terezou
12. května 1879 se sedmadvacetiletý Jiří oženil s Terezou Petrovnou, nejmladší dcerou oldenburského vévody Petra a jeho manželky Terezy Nasavsko-Weilburské. Terezin starší bratr Alexandr se v roce 1868 oženil s Jiřího sestrou Evženií. Terezin dědeček byl ženat s velkokněžnou Kateřinou Pavlovnou, dcerou cara Pavla I. Ruského a jejich potomci vyrůstali v Rusku, až se plně "rusianizovali", stejně jako Jiřího vlastní rodina. Tereza tak, navzdory svému německému titulu, vyrostla v Rusku, stejně jako před ní její otec. Byla vždy považována za součást ruské carské rodiny.
Jiří a Tereza spolu měli jednoho syna:
- Alexandr Georgijevič z Leuchtenbergu (13. listopadu 1881 – 26. září 1942), 7. vévoda z Leuchtenbergu, podporučík husarské gardy a pobočník ruského cara, ⚭ 1917 Naděžda Caralli (1883–1964), morganatický sňatek

V červenci 1881 pořádala britská záložní eskadra v Kronštadtu zábavu na palubě HMS Hercules. Oběda se zúčastnili Tereza a její manžel, car s carevnou a další významné osobnosti ruské a německé královské rodiny. O dva roky později, 19. dubna 1883, zasáhla pár tragédie, když Tereza v Petrohradu zemřela.

### Manželství s Anastázií

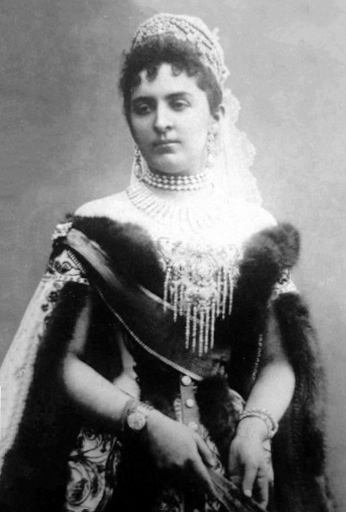
Jiřího druhá manželka Anastázie Černohorská.

ve Smolném institutu v Petrohradu byly pod přímou ochrannou carevny Marie Fjodorovny vzdělávány dvě černohorské princezny, Milica a Anastázie. Zůstaly v klášteře rok poté, co dokončily své vzdělání, a staly se velmi populárními tím, že se bavily ve společnosti. Obě dívky brzy padly do oka dvěma členům ruské císařské rodiny: Petru Nikolajeviči a Jiřímu.
16. dubna 1889 se sedmatřicetiletý Jiří šest let po Terezině smrti v Sergejevsku oženil s o šestnáct let mladší princeznou Anastázií Černohorskou. Car Alexandr III. dal Anastázii velkou svatební výbavu, stejně jako značné věno.
Spolu měli manželé dvě děti:
- Sergej Georgijevič z Leuchtenbergu (4. července 1890 – 7. ledna 1974), 8. vévoda z Leuchtenbergu, zemřel svobodný a bezdětný
- Elena Georgijevna z Leuchtenbergu (3. ledna 1892 – 6. února 1971), ⚭ 1917 Stefan Tyszkiewicz (24. listopadu 1894 – 6. února 1976)

Rodina vlastnila malý statek u Černého moře, kde trávila zimu. Při tamním pobytu v roce 1905 byla rodina svědky vzpoury bitevní lodi Potěmkin. Na jaře rodina přebývala až do léta v petrodvorecké residenci Villa Sergjevskaja Datcha.
Když byl ještě ženatý se svou druhou manželkou, odstěhoval se Jiří ke své francouzské milence, k velkému hněvu morálně založeného cara Alexandra III. Když zjistil, že Jiří tráví prázdniny v pobřežním městě Biarritz v jihozápadní Francii, Alexandr prohlásil: "Princ tedy myje své špinavé tělo ve vlnách oceánu".
Jejich manželství bylo považováno za "prudké a bouřlivé", Jiří ji údajně "urážel a pobuřoval hned od prvního dne jejich manželství". Anastázie dokázala dosáhnout rozvodu 15. listopadu 1906. Různé zdroje připisují Jiřímu, že vypadal dobře, ale byl "hloupý a spíše lítostivý jedinec", ačkoli tyto zprávy kolovaly nejčastěji v souvislosti s jeho druhou ženou, o které se při zařizování rozvodu s Jiřím říkalo, že to chce udělat, protože už nemůže žít s mužem "nesnesitelné hlouposti". Anastázie se později provdala za velkoknížete Nikolaje Nikolajeviče, vnuka cara Mikuláše I. (bratrancem Jiřího a z matčiny synovcem Jiřího první manželky Terezy) a švagra své sestry Milicy. Obě sestry byly v ruské společnosti známé jako "černé nebezpečí", kvůli jejich rodné zemi Černé Hoře, jejich tmavé pleti a zálibě v okultismu.

## Pozdější roky
V roce 1901 se úmrtími a morganatickými sňatky svých starších bratrů Jiří stal hlavou ruské větve rodu Beauharnais. Na přelomu dvacátého století, když byl stále ženatý s Anastázií, byl Jiří považován za možného nástupce bezdětného srbského krále Alexandra. Alexandr byl svržen a zavražděn při vojenském převratu a jeho následníkem se stal Petr I. Karađorđević.
Jiří po svém otci zdědil velkou sbírku maleb, soch a dalších uměleckých prací, kterou si s sebou Maximilian vzal z Mnichova do Petrohradu, když se ženil s velkokněžnou Marií Nikolajevnou. Jiří zemřel 16. května 1912 ve věku 60 let v Paříži a byl pohřben ve velkoknížecím mauzoleu v Petropavlovské pevnosti v Petrohradu.

### Odkaz
Jiří byl jediný z bratrů, který uzavřel dynastické manželství. Protož však ani jeden jeho syn neměl manželské potomky, bavorský titul vévody z Leuchtenbergu v roce 1974 zanikl.
Jiří se objevuje jako postava v Bílé noci Petrohradu, napsané jeho příbuzným Michalem Řeckým a Dánským.

## Vývod z předků
|                                     |                                              |  |                 |                                                            |  |  |  |  |  |  |  | Francis V. de Beauharnais |
|                                     |                                              |  |                 |                                                            |  |  |  |  |  |  |  |                           |
|                                     | Alexandre de Beauharnais                     |  |                 |                                                            |  |  |  |  |  |  |  |                           |
|                                     |                                              |  |                 |                                                            |  |  |  |  |  |  |  |                           |
|                                     |                                              |  |                 | Marie Anne Henriette Françoise Pyvart de Chastullé         |  |  |  |  |  |  |  |                           |
|                                     |                                              |  |                 |                                                            |  |  |  |  |  |  |  |                           |
|                                     | Evžen de Beauharnais                         |  |                 |                                                            |  |  |  |  |  |  |  |                           |
|                                     |                                              |  |                 |                                                            |  |  |  |  |  |  |  |                           |
|                                     |                                              |  |                 | Joseph de Tascher                                          |  |  |  |  |  |  |  |                           |
|                                     |                                              |  |                 |                                                            |  |  |  |  |  |  |  |                           |
|                                     | Joséphine de Beauharnais                     |  |                 |                                                            |  |  |  |  |  |  |  |                           |
|                                     |                                              |  |                 |                                                            |  |  |  |  |  |  |  |                           |
|                                     |                                              |  |                 | Rose des Vergers de Sannois                                |  |  |  |  |  |  |  |                           |
|                                     |                                              |  |                 |                                                            |  |  |  |  |  |  |  |                           |
|                                     | Maximilian de Beauharnais                    |  |                 |                                                            |  |  |  |  |  |  |  |                           |
|                                     |                                              |  |                 |                                                            |  |  |  |  |  |  |  |                           |
|                                     |                                              |  |                 | Fridrich Michal Falcko-Zweibrückenský                      |  |  |  |  |  |  |  |                           |
|                                     |                                              |  |                 |                                                            |  |  |  |  |  |  |  |                           |
|                                     | Maxmilián I. Josef Bavorský                  |  |                 |                                                            |  |  |  |  |  |  |  |                           |
|                                     |                                              |  |                 |                                                            |  |  |  |  |  |  |  |                           |
|                                     |                                              |  |                 | Marie Františka Falcko-Sulzbašská                          |  |  |  |  |  |  |  |                           |
|                                     |                                              |  |                 |                                                            |  |  |  |  |  |  |  |                           |
|                                     | Augusta Bavorská                             |  |                 |                                                            |  |  |  |  |  |  |  |                           |
|                                     |                                              |  |                 |                                                            |  |  |  |  |  |  |  |                           |
|                                     |                                              |  |                 | Jiří Vilém Hesensko-Darmstadtský                           |  |  |  |  |  |  |  |                           |
|                                     |                                              |  |                 |                                                            |  |  |  |  |  |  |  |                           |
|                                     | Augusta Vilemína Marie Hesensko-Darmstadtská |  |                 |                                                            |  |  |  |  |  |  |  |                           |
|                                     |                                              |  |                 |                                                            |  |  |  |  |  |  |  |                           |
|                                     |                                              |  |                 | Marie Luisa Albertina Leiningensko-Falkenbursko-Dagsburská |  |  |  |  |  |  |  |                           |
|                                     |                                              |  |                 |                                                            |  |  |  |  |  |  |  |                           |
| Jiří Maximilianovič z Leuchtenbergu |                                              |  |                 |                                                            |  |  |  |  |  |  |  |                           |
|                                     |                                              |  |                 |                                                            |  |  |  |  |  |  |  |                           |
|                                     |                                              |  | Petr III. Ruský |                                                            |  |  |  |  |  |  |  |                           |
|                                     |                                              |  |                 |                                                            |  |  |  |  |  |  |  |                           |
|                                     | Pavel I. Ruský                               |  |                 |                                                            |  |  |  |  |  |  |  |                           |
|                                     |                                              |  |                 |                                                            |  |  |  |  |  |  |  |                           |
|                                     |                                              |  |                 | Kateřina II. Veliká                                        |  |  |  |  |  |  |  |                           |
|                                     |                                              |  |                 |                                                            |  |  |  |  |  |  |  |                           |
|                                     | Mikuláš I. Pavlovič                          |  |                 |                                                            |  |  |  |  |  |  |  |                           |
|                                     |                                              |  |                 |                                                            |  |  |  |  |  |  |  |                           |
|                                     |                                              |  |                 | Fridrich II. Evžen Württemberský                           |  |  |  |  |  |  |  |                           |
|                                     |                                              |  |                 |                                                            |  |  |  |  |  |  |  |                           |
|                                     | Žofie Dorota Württemberská                   |  |                 |                                                            |  |  |  |  |  |  |  |                           |
|                                     |                                              |  |                 |                                                            |  |  |  |  |  |  |  |                           |
|                                     |                                              |  |                 | Bedřiška Braniborsko-Schwedtská                            |  |  |  |  |  |  |  |                           |
|                                     |                                              |  |                 |                                                            |  |  |  |  |  |  |  |                           |
|                                     | Marie Nikolajevna Ruská                      |  |                 |                                                            |  |  |  |  |  |  |  |                           |
|                                     |                                              |  |                 |                                                            |  |  |  |  |  |  |  |                           |
|                                     |                                              |  |                 | Fridrich Vilém II.                                         |  |  |  |  |  |  |  |                           |
|                                     |                                              |  |                 |                                                            |  |  |  |  |  |  |  |                           |
|                                     | Fridrich Vilém III.                          |  |                 |                                                            |  |  |  |  |  |  |  |                           |
|                                     |                                              |  |                 |                                                            |  |  |  |  |  |  |  |                           |
|                                     |                                              |  |                 | Frederika Luisa Hesensko-Darmstadtská                      |  |  |  |  |  |  |  |                           |
|                                     |                                              |  |                 |                                                            |  |  |  |  |  |  |  |                           |
|                                     | Šarlota Pruská                               |  |                 |                                                            |  |  |  |  |  |  |  |                           |
|                                     |                                              |  |                 |                                                            |  |  |  |  |  |  |  |                           |
|                                     |                                              |  |                 | Karel II. Meklenbursko-Střelický                           |  |  |  |  |  |  |  |                           |
|                                     |                                              |  |                 |                                                            |  |  |  |  |  |  |  |                           |
|                                     | Luisa Meklenbursko-Střelická                 |  |                 |                                                            |  |  |  |  |  |  |  |                           |
|                                     |                                              |  |                 |                                                            |  |  |  |  |  |  |  |                           |
|                                     |                                              |  |                 | Frederika Hesensko-Darmstadtská                            |  |  |  |  |  |  |  |                           |
|                                     |                                              |  |                 |                                                            |  |  |  |  |  |  |  |                           |